# Dontrelle Inman
Dontrelle Javaar Inman (Charleston, 31 gennaio 1989) è un giocatore di football americano statunitense che milita nel ruolo di wide receiver per i Toronto Argonauts della Canadian Football League (CFL). Non selezionato nel Draft NFL 2011, Inman firmò come undrafted free agent con i Jacksonville Jaguars. Nel 2012 vinse la Grey Cup con i Toronto Argonauts. Al college ha giocato a football per Virginia.

## Carriera universitaria
Inman frequentò l'Università della Virginia dal 2007 al 2010. Nella sua prima stagione da freshman giocò in tredici partite, registrando 17 ricezioni per 181 yard.
Nel 2008, come sophomore, Inman giocò in dodici partite, registrando due ricezioni per 22 yard.
Nel 2009, come junior, giocò in solamente cinque partite registrando otto ricezioni per 80 yard.
Nel 2010, come senior, Inman giocò in dodici partite, totalizzando 51 ricezioni per 851 yard e tre touchdown. Nella partita contro Duke, Inman registrò 239 yard su ricezioni, il secondo risultato migliore in una singola partita nella storia della scuola. Terminò la sua carriera universitaria con 42 presenze, 78 ricezioni per 1.098 yard e tre touchdown.

## Carriera professionistica

### Toronto Argonauts
Nel 2012, Inman firmò con i Toronto Argonauts della Canadian Football League (CFL). Nella sua stagione da rookie nella CFL, Inman registrò 50 ricezioni per 803 yard e cinque touchdown. Inman vinse la 100ª Grey Cup con gli Argonauts.
Nel 2013, Inman registrò 50 ricezioni per 739 yard e sei touchdown. Il 24 dicembre 2013, gli Argonauts svincolarono Inman per permettergli di cercare opportunità per giocare nella NFL.

### San Diego/Los Angeles Chargers
Il 6 gennaio 2014, Inman firmò con i San Diego Chargers. Nella sua prima partita di precampionato contro i Dallas Cowboys, Inman registrò tre ricezioni per 107 yard e un touchdown. Inman si assicurò il posto nel roster di 53 giocatori con una buona prestazione nell'ultima partita di precampionato, in cui ebbe tre ricezioni per 54 yard. Inman ricevette il suo primo passaggio nella NFL il 20 dicembre contro i San Francisco 49ers. Terminò la stagione con 12 ricezioni per 158 yard (13,2 di media) in due partite.
Il 4 ottobre 2015, contro i Cleveland Browns, Inman dovette sostituire l'infortunato Michael Floyd e ricevette un passaggio decisivo da 68 yard. Il 18 ottobre, contro i Green Bay Packers, Inman segnò un touchdown su passaggio allo scadere del tempo su un quarto down. Qualche settimana dopo, Inman ricevette cinque passaggi per 65 yard e un touchdown contro i Jacksonville Jaguars. Contro i Miami Dolphins, Inman registrò tre ricezioni per 78 yard. Nel turno successivo, contro gli Oakland Raiders, Inman registrò otto ricezioni per 82 yard e segnò un touchdown. A causa di numerosi infortuni, in quella partita dovette giocare alcune azioni anche come safety. Inman finì la stagione 2015 con 14 presenze, 35 ricezioni per 486 yard e tre touchdown.
Nel 2016, essendo restricted free agent, Inman dovette rimanere con i Chargers, che gli offrirono 600.000 dollari per un anno. Inman termibò la stagione 2016 con 58 ricezioni per 810 yard e quattro touchdown.
Il 25 aprile 2017, Inman rinnovò con i Chargers. Il 20 maggio 2017, venne svelato che Inman avrebbe dovuto subire un'operazione chirurgica muscolare.

### Chicago Bears
Il 25 ottobre 2017, Inman fu scambiato ai Chicago Bears per una scelta condizionale nel 7º giro del draft. Coi Bears registrò 23 ricezioni per 334 tard e un touchdown. Inman divenne free agent alla fine della stagione 2017.

### Indianapolis Colts
Il 16 ottobre 2018, Inman firmò con gli Indianapolis Colts. Terminò la stagione 2018 con nove presenze (di cui quattro da titolare), 28 ricezioni per 304 yard e tre touchdown.

## Statistiche NFL
| Legenda   | Legenda          |
| --------- | ---------------- |
| Grassetto | Record personale |

### Stagione regolare
| Stagione | Squadra  | Partite | Partite | Ricezioni | Ricezioni | Ricezioni | Ricezioni | Ricezioni | Fumble | Fumble |
| Stagione | Squadra  | P       | PT      | Ric       | Yard      | Media     | Max       | TD        | Fum    | Persi  |
| -------- | -------- | ------- | ------- | --------- | --------- | --------- | --------- | --------- | ------ | ------ |
| 2014     | SD       | 7       | 0       | 12        | 158       | 13,2      | 28        | 0         | 0      | 0      |
| 2015     | SD       | 14      | 7       | 35        | 486       | 13,9      | 68        | 3         | 2      | 1      |
| 2016     | SD       | 16      | 16      | 58        | 810       | 14,0      | 57        | 4         | 0      | 0      |
| 2017     | LAC      | 4       | 0       | 2         | 9         | 4,5       | 7         | 0         | 0      | 0      |
| 2017     | CHI      | 8       | 7       | 23        | 334       | 14,5      | 26        | 1         | 0      | 0      |
| 2018     | IND      | 9       | 4       | 28        | 304       | 10,9      | 29        | 3         | 0      | 0      |
| Carriera | Carriera | 58      | 34      | 158       | 2.101     | 13,3      | 68        | 11        | 2      | 0      |

### Play-off
| Stagione | Squadra  | Partite | Partite | Ricezioni | Ricezioni | Ricezioni | Ricezioni | Ricezioni | Fumble | Fumble |
| Stagione | Squadra  | P       | PT      | Ric       | Yard      | Media     | Max       | TD        | Fum    | Persi  |
| -------- | -------- | ------- | ------- | --------- | --------- | --------- | --------- | --------- | ------ | ------ |
| 2018     | IND      | 2       | 1       | 8         | 108       | 13,5      | 21        | 1         | 0      | 0      |
| Carriera | Carriera | 2       | 1       | 8         | 108       | 13,5      | 21        | 1         | 0      | 0      |